# Гартфорд (Алабама)
Гартфорд (англ. Hartford) — місто (англ. city) в США, в окрузі Женіва штату Алабама. Населення — 2651 особа (2020).

## Географія
Гартфорд розташований за координатами 31°6′19″ пн. ш. 85°41′28″ зх. д. / 31.10528° пн. ш. 85.69111° зх. д. (31.105348, -85.691225).  За даними Бюро перепису населення США в 2010 році місто мало площу 16,19 км², з яких 16,15 км² — суходіл та 0,04 км² — водойми.

## Демографія
Згідно з переписом 2010 року, у місті мешкали 2624 особи в 1059 домогосподарствах у складі 677 родин. Густота населення становила 162 особи/км².  Було 1196 помешкань (74/км²).
Расовий склад населення:
| - 77,9 % — білих - 17,9 % — чорних або афроамериканців - 0,6 % — корінних американців - 0,1 % — азіатів - 1,8 % — осіб інших рас |

До двох чи більше рас належало 1,8 %. Частка іспаномовних становила 3,1 % від усіх жителів.
За віковим діапазоном населення розподілялося таким чином: 21,8 % — особи молодші 18 років, 56,6 % — особи у віці 18—64 років, 21,6 % — особи у віці 65 років та старші. Медіана віку мешканця становила 42,9 року. На 100 осіб жіночої статі у місті припадало 87,0 чоловіків;  на 100 жінок у віці від 18 років та старших — 84,8 чоловіків також старших 18 років.
Середній дохід на одне домашнє господарство  становив 41 519 доларів США (медіана — 22 094), а середній дохід на одну сім'ю — 51 179 доларів (медіана — 32 647). Медіана доходів становила 41 833 долари для чоловіків та 25 964 долари для жінок. За межею бідності перебувало 36,7 % осіб, у тому числі 62,9 % дітей у віці до 18 років та 9,5 % осіб у віці 65 років та старших.
Цивільне працевлаштоване населення становило 827 осіб. Основні галузі зайнятості: освіта, охорона здоров'я та соціальна допомога — 21,3 %, роздрібна торгівля — 16,0 %, транспорт — 10,8 %, виробництво — 9,2 %.